# بلیز سیتی
بلیز سیتی (Belize City) بزرگ‌ترین شهر کشور بلیز واقع در آمریکای مرکزی است. بلیز سیتی زمانی پایتخت هندوراس سابق بریتانیا بود. کشور بلیز پیش از این، هندوراس بریتانیا نامیده می‌شد. در سال ۱۹۷۰ پایتخت این کشور از بلیز سیتی به بلموپان منتقل شد.
بلیز سیتی در سال ۲۰۱۰ میلادی ۵۷٬۱۶۹ نفر جمعیت داشت. این شهر در ریزشگاه خور هالوور واقع شده که از شاخه‌های رودخانه بلیز می‌باشد.
رودخانه بلیز در پنج مایلی بلیز سیتی به دریای کارائیب می‌ریزد.
بلیز سیتی بندر اصلی و مرکز مالی و صنعتی کشور بلیز به‌شمار می‌آید. چندین کشتی تفریحی روبه‌روی بندرگاه این شهر لنگر می‌اندازند و اهالی محل از آنها استفاده می‌کنند. بلیز سیتی در ۳۱ اکتبر سال ۱۹۶۱ یعنی زمانی که توفان «هاتی» به این منطقه رسید تقریباً به طور کامل ویران شد.
بلیز سیتی در سال ۱۶۳۸ توسط چوب‌بُرهای انگلیسی تأسیس شد و در آغاز بلیز تاون (Belize Town) نام داشت. پیش از آن در این محل یک شهر کوچک به نام هولزوز (Holzuz) قرار داشت که ساکنان آن از سرخ‌پوستان مایا بودند.

## خواهرخوانده
شهر آن‌آربور، میشیگان خواهرخواندهٔ بلیز سیتی است.